# Profil kauzalny
Profil kauzalny – profil topograficzny z naniesionymi nań dodatkowymi znakami lub wykresami, przedstawiającymi wzajemną zależność wybranych zjawisk w terenie.